# 無敵鉄人ラムボット
『無敵鉄人ラムボット』（むててつじんランボット、 무적 철인 람보트）は、1979年に大元動画制作の韓国のロボットアニメ。テレビアニメとして1991年9月23日にKBS2特集放送。

## 概要
太陽系から3,000光年も離れた名前を知らない惑星から不思議な電波電波は宇宙を駆け、地球に向かって走る。西暦2001年5月の夜。ある研究所にエイリアンに来た電波が入ってきてエイリアンから受信を受ける。内容はコスモ惑星の緑魔王が地球を侵略するということ。緊急になった博士は博士会議を招集するが、他の博士はこれを信じない。博士は、より確実な証拠を作るためにゴドリ、水玉とラムボットに乗ってコスモ惑星に去る。しかし、コスモ惑星に到着した一行の前にあるロボットが現れ、カン博士は緑魔王に拉致される。緑魔王は地球征服に大きな障害となるラムボットを製作したカン博士を拉致し、精神改造機を使って部下にする。そしてカン博士を利用してラムボットの脳回路を破壊する。緑魔王は地球を攻撃し、地球防衛軍のアルファ1、ベータ2、ガンマ3号を倒してカン博士の娘ハニーを拉致する。ハニーにラムボットを動かす余裕頭脳があるのを知らないゴドルと駒はハニーを探して緑魔王の戦艦に隠れて捕まえる。だが、関東の助けを借りてゴドルはラムボットの余裕脳を持って脱出し、ラムボットを作動させる。ゴドルはラムボットと一緒にバイキングXを倒してカントドクブンに精神を置いたカン博士は、サンボ、ヘニーと脱出する。緑魔王はブラックマスクに乗って対抗するが、ラムボットによって破壊され、残った緑人は関東のインドで武器を捨ててコスモに戻る。